# 浜松市立北星中学校
浜松市立北星中学校（はままつしりつ ほくせいちゅうがっこう）は、静岡県浜松市中央区初生町にある公立中学校。

## 沿革
- 1958年（昭和33年）
  - 4月1日 - 開校[1]。
  - 4月 - 南校舎を落成[1]。
- 1959年（昭和34年）2月 - 北校舎を落成[1]。
- 1960年（昭和35年） - 文部省より産業教育研究校に指定される（2年間）[1]。
- 1964年（昭和39年）3月 - 体育館を落成[1]。
- 1969年（昭和44年）8月 - プールを落成[1]。
- 1970年（昭和45年）6月 - 4階建ての校舎を落成[1]。
- 1971年（昭和46年）4月 - クラブ室を落成[1]。
- 1974年（昭和49年） - 文部省より特別活動研究校に指定される（2年間）[1]。
- 1976年（昭和51年）3月 - 生徒増加につきプレハブ教室を設置[1]。
- 1977年（昭和52年）4月 - 浜松市根洗学園に発達学級を開設[1]。
- 1980年（昭和55年）4月1日 - 開成中学校が分離開校[2]。
- 1982年（昭和57年）9月 - 給食室を設置し、自校方式の給食を開始[1]。
- 1984年（昭和59年）4月1日 - 三方原中学校が分離開校[3]。
- 1992年（平成4年）4月 - 県より社会福祉実践校に指定される（1994年まで）[1]。
- 1996年（平成8年）
  - 4月 - 文部省より生徒指導総合推進校に指定される[1]。
  - 12月 - 新体育館を落成[1]。
- 2004年（平成16年）12月 - 新校舎を落成。同月10日に落成式を開催[1]。
- 2005年（平成17年）11月 - グラウンドを整備[1]。
- 2008年（平成20年） - 北星太鼓を発足[4]。

## 学区
- 浜松市中央区
  - 葵西一丁目（13番のうち3号、5号、19号、20号以外）
  - 葵西二丁目
  - 葵西三丁目
  - 葵西四丁目
  - 葵西五丁目
  - 葵西六丁目
  - 初生町

出典：

## 進学前小学校
- 浜松市立葵西小学校
- 浜松市立初生小学校

出典：

## アクセス

### バス
- 「北星中学入口」停留所（遠鉄バス）から徒歩で約1分

## 周辺
- フィール初生店
- 静岡銀行三方が原支店
- 浜松市立葵西小学校